# Kovin
Kovin (en cirílico serbio: Ковин) es una ciudad y municipio ubicado en el Distrito de Banato del Sur de la provincia autónoma de Voivodina, Serbia. La ciudad tiene una población de 13.515 habitantes, mientras que el municipio tiene 33.722 habitantes.
En rumano, la ciudad se conoce como Cuvin, en húngaro como Kevevára o (hasta 1899) Temeskubin, y en alemán como Kubin o Temeschkubin. En el pasado, la ciudad también era conocida como Donji Kovin («Kovin inferior») en contraste con la ciudad con el mismo nombre en Hungría que se conocía en serbio como Gornji Kovin («Kovin superior») y en húngaro como Ráckeve («la Kovi Serbia»).

## Historia
La tribu dacia de los albocenses se asentó en esta zona en el siglo ii d. C. Hay restos de una antigua fortaleza romana llamada Contra Margum, frente a Margum, una fortaleza al otro lado del Danubio. En los siglos ix y x, esta área estuvo poblada por eslavos y rumanos y el vaivoda Glad gobernó la región. Glad fue derrotado por los húngaros, y la zona fue incluida en el Reino de Hungría. En el siglo xi, uno de los descendientes de Glad, Ahtum, gobernó sobre la región pero también fue derrotado por los húngaros.
La primera mención del asentamiento fue en 1071 como Keuee. Kovin es mencionado en el siglo XII como sede del condado, que incluía la mayor parte del oeste del Banato. Desde el siglo XIV, la ciudad ha tenido una gran población serbia que escapó de su país bajo la amenaza de los turcos otomanos. El déspota serbio Lazar Branković tomó el control de la ciudad en 1457, pero al año siguiente volvió a estar bajo el control del Reino de Hungría.
En el siglo xvi, la ciudad fue incluida en el Imperio otomano y se convirtió en parte de la provincia de Temeşvar. Durante el dominio turco (siglos XVI-XVII), Kovin estaba poblada principalmente por serbios étnicos. En 1716, se convirtió en parte del Imperio Habsburgo y perteneció al Banato de Temeswar hasta 1751 cuando se convirtió en parte de la Frontera militar de los Habsburgo (Banato Krajina).
En 1848/1849, Kovin formó parte de la Voivodina serbia, pero en 1849 fue nuevamente puesto bajo la administración de la Frontera militar. Con la abolición de la Frontera militar en 1873, Kovin se incorporó al condado de Temes dentro del Reino de Hungría. Según el censo de 1910, el distrito de Kovin tenía una población de 35.482 habitantes, de los cuales 21.795 hablaban serbio, 6.587 alemán, 5.705 rumano y 5.355 húngaro.
Esta ciudad tuvo un papel importante en el estallido de la Primera Guerra Mundial. En julio de 1914, una supuesta escaramuza militar aquí fue una causa inmediata de la declaración de guerra contra Serbia por Francisco José I de Austria, pero el informe de tal escaramuza fue aparentemente falso o muy exagerado.
En 1918, Kovin se convirtió en parte del Reino de los serbios, croatas y eslovenos (renombrado como Yugoslavia en 1929). Entre 1918 y 1922, fue parte del condado del Banato; entre 1922 y 1929 parte del oblast de Podunavska; y entre 1929 y 1941 parte de la Banovina del Danubio. Entre 1941 y 1944, Kovin estaba bajo la ocupación de las Potencias del Eje y formó parte de la región autónoma del Banato. La ciudad fue fuertemente bombardeada por los aliados en 1944. En 1945, se convirtió en parte de la provincia autónoma socialista de Voivodina dentro de la República Federal Popular de Yugoslavia y la República Federativa Socialista de Yugoslavia. En 1992, Kovin se convirtió en parte de la República Federal de Yugoslavia, que en 2003 se transformó en la unión estatal de Serbia y Montenegro. Desde 2006, la ciudad forma parte de Serbia.

## Asentamientos
El municipio de Kovin incluye la ciudad de Kovin y los siguientes pueblos:
- Bavanište
- Gaj
- Deliblato
- Dubovac
- Malo Bavanište
- Mramorak
- Pločica
- Skorenovac (en húngaro: Székelykeve)
- Šumarak

También hay un asentamiento no oficial en el municipio:
- Čardak

## Demografía
Según le censo de 2011, la población total del municipio de Kovin era de 33.722 habitantes.

### Grupos étnicos
Municipio
| Año  | Población | Serbios | Alemanes | Rumanos | Húngaros | Croatas | Gitanos | Eslovacos | Otros  |
| ---- | --------- | ------- | -------- | ------- | -------- | ------- | ------- | --------- | ------ |
| 1910 | 34.034    | 45.52%  | 19.30%   | 16.65%  | 15.64%   | 0.09%   | 1.28%   | 0.12%     | 1.70%  |
| 1931 | 35.600    | 50.66%  | 20.68%   | n/d     | 13.0%    | n/d     | n/d     | n/d       | 15.64% |
| 1961 | 39.994    | 73.1%   | n/d      | 17.6%   | 13.59%   | n/d     | 0.04%   | 0.14%     | 5.27%  |
| 1991 | 38.263    | 73.53%  | 0.20%    | 4.54%   | 10.28%   | 0.39%   | 2.47%   | 0.05%     | 8.54%  |
| 2002 | 36.802    | 76.75%  | 0.13%    | 3.7%    | 9.26%    | 0.3%    | 3.1%    | 0.11%     | 7.44%  |
| 2011 | 33.722    | 74.58%  | 0.14%    | 3.47%   | 8.90%    | 0.19%   | 4.5%    | 0.04%     | 8.18%  |

Los asentamientos con una mayoría serbia son: Kovin, Bavanište, Gaj, Deliblato, Dubovac, Malo Bavanište, Mramorak y Pločica. Skorenovac tiene una mayoría húngara.
Ciudad
| Año  | Total  | Serbios | Húngaros | Rumanos | Gitanos | Montenegrinos | Yugoslavos | Macedonios | Otros |
| ---- | ------ | ------- | -------- | ------- | ------- | ------------- | ---------- | ---------- | ----- |
| 1991 | 13.669 | 76.19%  | 6.78%    | 3.47%   | 1.40%   | 1.67%         | 6.81%      | 0.76%      | 2.21% |
| 2002 | 14.250 | 80.79%  | 5.51%    | 2.93%   | 2.00%   | 0.92%         | 1.26%      | 0.50%      | 6.09% |
| 2011 | 13.515 | 79.22%  | 5.18%    | 2.60%   | 2.40%   | 0.50%         | 0.43%      | 0.50%      | 9.17% |